# Policía Nacional de Colombia

Wappen der Policía Nacional de Colombia

Die Policía Nacional de Colombia (PNC) ist die nationale Polizei Kolumbiens. Sie wurde am 5. November 1891 ins Leben gerufen. Obwohl sie nicht Teil der Streitkräfte Kolumbiens ist untersteht sie formal seit 1953 dem Verteidigungsministerium, gilt aber als öffentliches Organ des Landes. Die ca. 182.623 Mann (2017, incl. Hilfspolizisten) starke Truppe ist die größte Polizeiorganisation des Landes und operiert national. Sie wird von Generalmajor José Ángel Mendoza Guzmán als deren Direktor angeführt.
Die Policía Nacional de Colombia wurde 1891 mit Unterstützung des französischen Polizeioffiziers Marcelino Gilibert, damals in Diensten der Gendarmerie nationale und des französischen Innenministeriums als Instruktor in Bogotá gegründet. Von 1964 bis 2016 war die PNC in einen bewaffneten Konflikt mit den Guerillagruppen Fuerzas Armadas Revolucionarias de Colombia – Ejército del Pueblo (FARC-EP) und Ejército de Liberación Nacional (ELN) verwickelt.
Seit den 1980er Jahren ist die eingegliederte Dirección de Antinarcóticos (DIRAN) mit Sitz am Flughafen Bogotá Teil der Policia Nacional und mit dem Krieg gegen Drogen ein Schwerpunkt in der Polizeiarbeit Kolumbiens. Die nationale Antidrogeneinheit der kolumbianischen Polizei trägt mit dazu bei, die Regierung in ihrer Politik der Bekämpfung des Drogenhandels und anderer Straftaten landesweit zu unterstützen.